# Rincón de Pereira
Rincón de Pereira es una localidad uruguaya del departamento de Tacuarembó.

## Ubicación
La localidad se encuentra situada en la zona sureste del departamento de Tacuarembó, al oeste del arroyo de las Mansas (afluente del río Negro), al sur de la cuchilla de Pereira, próximo al poblado Los Feos. Posee acceso por camino vecinal desde la ruta 6 en su km 322, de la cual dista 8 km. Además dista 51 km de la localidad de Las Toscas de Caraguatá.

## Población
Según el censo del año 2011, la localidad contaba con una población de 23 habitantes.
| --            | 38 | 23 |
| (Fuente: INE) |    |    |